# Steve Blake
Steven Hanson Blake (Hollywood, Florida; 26 de febrero de 1980) es un exjugador de baloncesto estadounidense que disputó 13 temporadas en la NBA. Con 1,91 metros de altura, jugaba en la posición de base.

## Carrera

### Selección nacional juvenil
En 1998, mientras aun era un estudiante en la Miami High School, fue seleccionado por USA Basketball para integrar el combinado estadounidense que se consagraría campeón del Campeonato FIBA Américas Junior de 1998. 

### Universidad
Blake asistió al Instituto de Miami y a Oak Hill Academy antes de comenzar a jugar en la Universidad de Maryland. Blake fue el base titular desde el primer día de su año freshman, siendo el primer jugador de la ACC en compilar 1000 puntos, 800 asistencias, 400 rebotes y 200 robos. Formó pareja en el perímetro con Juan Dixon, exjugador de Toronto Raptors, en el equipo que se alzó con el campeonato de la NCAA en 2002 derrotando a Indiana Hoosiers. Finalizó sus cuatro años con los Terrapins como líder en asistencias con 972, el quinto en total de toda la historia de la NCAA y cuarto de la Atlantic Coast Conference. No obstante, también fue el líder de Maryland en partidos disputados (136) y minutos jugados (4.312)
En su año sénior, Blake promedió 11.6 puntos y 7.1 asistencias, la séptima mejor marca de la NCAA esa temporada; y como júnior, sus 7.9 asistencias por encuentro le alzaron al segundo puesto nacional. En su año sophomore, lideró la ACC en asistencias con 6.9 por partido, convirtiéndose en el primer Terrapin en conseguirlo desde John Lucas en 1974. Como reconocimiento a su trabajo, Blake fue nombrado en varios mejores quintetos durante su carrera universitaria, como el de mejor rookie y el defensivo, y en el mejor de la ACC en su año sénior.

### Profesional

#### NBA

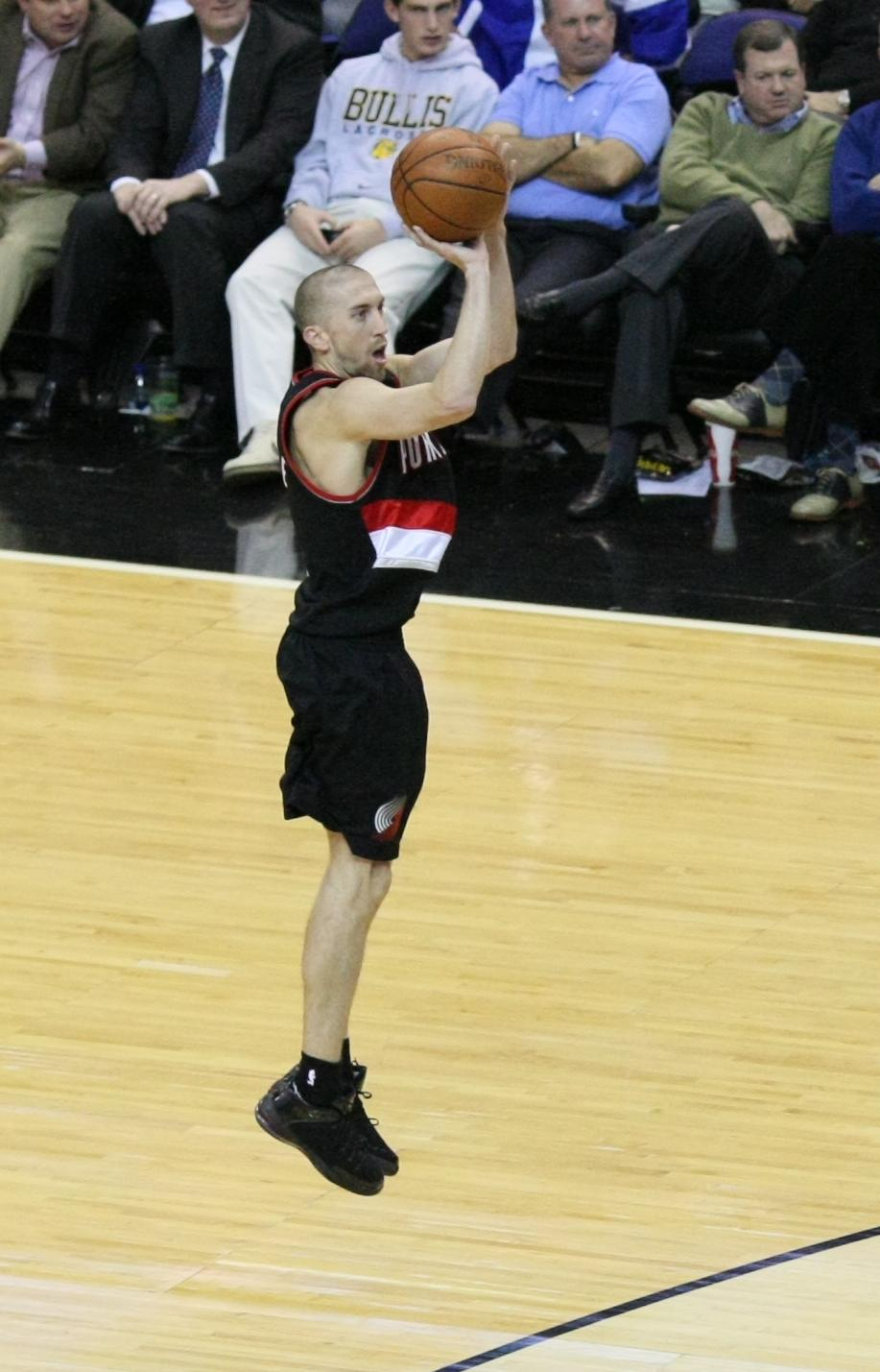
Blake con Portland Trail Blazers en 2008.

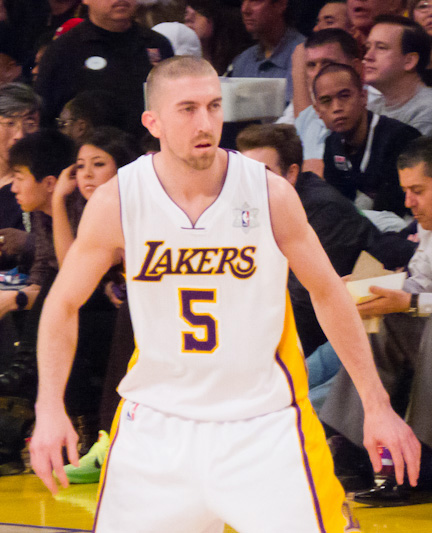
Steve Blake con Los Angeles Lakers en 2010.

Blake fue seleccionado en el puesto 38 del Draft de la NBA de 2003 por Washington Wizards, promediando 5,9 puntos, 2,8 asistencias y 18,6 minutos en 75 partidos disputados. En su campaña sophomore, el tiempo de juego de Blake descendió hasta los 14,7 minutos en solo 44 encuentros.  
En septiembre de 2005, Blake firmó como agente libre por Portland Trail Blazers, reuniéndose así de nuevo con Juan Dixon, compañero de Blake en Maryland Terrapins. En su primera temporada en Portland, se convirtió en el base titular del equipo y jugó un papel muy significante tras la lesión de Sebastian Telfair. Blake pasó a jugar 68 partidos, 56 como titular, y a promediar 8,2 puntos, 4,5 asistencias, 2,1 rebotes y 26,2 minutos de juego. 
En julio de 2006, Blake fue traspasado junto con Brian Skinner y Ha Seung-Jin a Milwaukee Bucks ha cambio de Jamaal Magloire. Solo duró 33 partidos en los Bucks, jugando poco y siendo traspasado el 11 de enero de 2007 a Denver Nuggets por Earl Boykins y Julius Hodge.
En julio de 2007, regresó a Portland Trail Blazers fichando como agente libre. El 16 de febrero de 2010, Blake fue traspasado a Los Angeles Clippers junto con Travis Outlaw a cambio de Marcus Camby.
En julio de 2010, firmó un contrato por cuatro años y 16 millones de dólares con Los Angeles Lakers.
A mitad de su cuarta temporada con los Lakers, el 19 de febrero de 2014, Blake fue traspasado a los Golden State Warriors, a cambio de MarShon Brooks y Kent Bazemore.
El 10 de julio de 2014, Blake firmó su regreso con los Portland Trail Blazers, por dos temporadas y 4,2 millones de dólares.
El 25 de junio de 2015, Blake fue traspasado, junto con la selección del Draft Rondae Hollis-Jefferson, a los Brooklyn Nets a cambio de Mason Plumlee y los derechos de Pat Connaughton. El 13 de julio, pasa a formar parte de la plantilla de los Detroit Pistons a cambio de Quincy Miller.

#### Australia
Tras un año en Detroit, el 22 de octubre de 2016, firma con los Sydney Kings de la liga australiana (NBL). Tras 9 encuentros, el 28 de noviembre, llega a un acuerdo para rescindir su contrato y volver a Estados Unidos.

### Entrenador
El 27 de septiembre de 2017, Blake se unió como interino al equipo técnio de Portland Trail Blazers. En la temporada 2018–19, Blake ascendió a asistente de campo.
El 26 de junio de 2019, Blake fue contratado como asistente de los Phoenix Suns. El 18 de julio de 2020, el entrenador Monty Williams anunció que Blake ya no formaría parte de su equipo técnico.

## Estadísticas de su carrera en la NBA

### Temporada regular
| Año     | Equipo        | PJ  | PT  | MPP  | %TC  | %3P  | %TL  | RPP | APP | ROB | TPP | PPP  |
| ------- | ------------- | --- | --- | ---- | ---- | ---- | ---- | --- | --- | --- | --- | ---- |
| 2003-04 | Washington    | 75  | 14  | 18.6 | .386 | .371 | .821 | 1.6 | 2.8 | .8  | .1  | 5.9  |
| 2004-05 | Washington    | 44  | 1   | 14.7 | .328 | .387 | .805 | 1.6 | 1.6 | .3  | .0  | 4.3  |
| 2005-06 | Portland      | 68  | 57  | 26.2 | .438 | .413 | .791 | 2.1 | 4.5 | .6  | .1  | 8.2  |
| 2006-07 | Milwaukee     | 33  | 2   | 17.7 | .349 | .279 | .550 | 1.4 | 2.5 | .3  | .1  | 3.6  |
| 2006-07 | Denver        | 49  | 40  | 33.5 | .432 | .343 | .727 | 2.5 | 6.6 | 1.0 | .1  | 8.3  |
| 2007-08 | Portland      | 81  | 78  | 29.9 | .408 | .406 | .766 | 2.4 | 5.1 | .7  | .1  | 8.5  |
| 2008-09 | Portland      | 69  | 69  | 31.7 | .428 | .427 | .840 | 2.5 | 5.0 | 1.0 | .1  | 11.0 |
| 2009-10 | Portland      | 51  | 28  | 27.4 | .403 | .377 | .750 | 2.3 | 4.0 | .7  | .0  | 7.6  |
| 2009-10 | L.A. Clippers | 29  | 10  | 26.3 | .443 | .437 | .750 | 2.4 | 6.1 | .7  | .1  | 6.8  |
| 2010-11 | L.A. Lakers   | 79  | 0   | 20.0 | .359 | .378 | .867 | 2.0 | 2.2 | .5  | .0  | 4.0  |
| 2011-12 | L.A. Lakers   | 53  | 5   | 23.3 | .377 | .335 | .778 | 1.6 | 3.3 | .7  | .0  | 5.2  |
| 2012-13 | L.A. Lakers   | 45  | 13  | 26.1 | .422 | .421 | .771 | 2.9 | 3.8 | .8  | .1  | 7.3  |
| 2013-14 | L.A. Lakers   | 27  | 27  | 33.0 | .378 | .397 | .800 | 3.8 | 7.6 | 1.3 | .1  | 9.5  |
| 2013-14 | Golden State  | 28  | 1   | 21.7 | .375 | .342 | .625 | 2.0 | 3.6 | .7  | .2  | 4.4  |
| 2014-15 | Portland      | 81  | 0   | 18.9 | .373 | .352 | .707 | 1.7 | 3.6 | .5  | .1  | 4.3  |
| 2015-16 | Detroit       | 58  | 2   | 17.0 | .388 | .344 | .800 | 1.5 | 3.4 | .4  | .1  | 4.4  |
| Total   | Total         | 870 | 347 | 23.9 | .401 | .383 | .779 | 2.1 | 4.0 | .7  | .1  | 6.5  |

### Playoffs
| Año   | Equipo       | PJ | PT | MPP  | %TC  | %3P  | %TL   | RPP | APP | ROB | TPP | PPP  |
| ----- | ------------ | -- | -- | ---- | ---- | ---- | ----- | --- | --- | --- | --- | ---- |
| 2005  | Washington   | 4  | 0  | 4.3  | .250 | .000 | .000  | .8  | .5  | .0  | .0  | .5   |
| 2007  | Denver       | 5  | 5  | 36.0 | .452 | .500 | .000  | 2.4 | 4.6 | .6  | .0  | 7.2  |
| 2009  | Portland     | 6  | 6  | 38.5 | .489 | .417 | .714  | 4.0 | 6.2 | .8  | .0  | 9.8  |
| 2011  | L.A. Lakers  | 9  | 0  | 16.1 | .304 | .333 | .000  | 1.6 | 2.2 | .6  | .0  | 2.2  |
| 2012  | L.A. Lakers  | 12 | 0  | 25.5 | .419 | .419 | .714  | 2.8 | 2.3 | .7  | .2  | 6.3  |
| 2013  | L.A. Lakers  | 2  | 2  | 37.5 | .393 | .417 | 1.000 | 4.0 | 2.5 | 2.0 | 1.5 | 14.0 |
| 2014  | Golden State | 6  | 0  | 7.5  | .333 | .300 | .000  | .7  | .3  | .0  | .0  | 1.8  |
| 2015  | Portland     | 5  | 0  | 8.6  | .182 | .125 | 1.000 | .2  | 1.6 | .0  | .2  | 1.4  |
| 2016  | Detroit      | 4  | 0  | 10.8 | .200 | .500 | .500  | 1.0 | 2.5 | .0  | .0  | 1.0  |
| Total | Total        | 53 | 13 | 20.5 | .398 | .388 | .700  | 2.0 | 2.5 | .5  | .1  | 4.6  |

## Vida personal
Steve, nació en Hollywood, Florida, el más joven de cuatro hermanos y fue al instituto en Miami. Se graduó en criminología y justicia criminal en la Universidad de Maryland y está casado con Kristen.